# Corte d'appello di Roma

Territorio del distretto di corte d'appello di Roma

Il distretto della Corte d'appello di Roma è formato dai circondari dei Tribunali ordinari di Cassino, Civitavecchia, Frosinone, Latina, Rieti, Roma, Tivoli, Velletri, Viterbo.
Costituisce l'unica Corte d'appello nel territorio della regione Lazio.

## Competenza territoriale civile e penale degli uffici del distretto
Le circoscrizioni territoriali sono aggiornate al testo della legge 27 febbraio 2015, n. 11

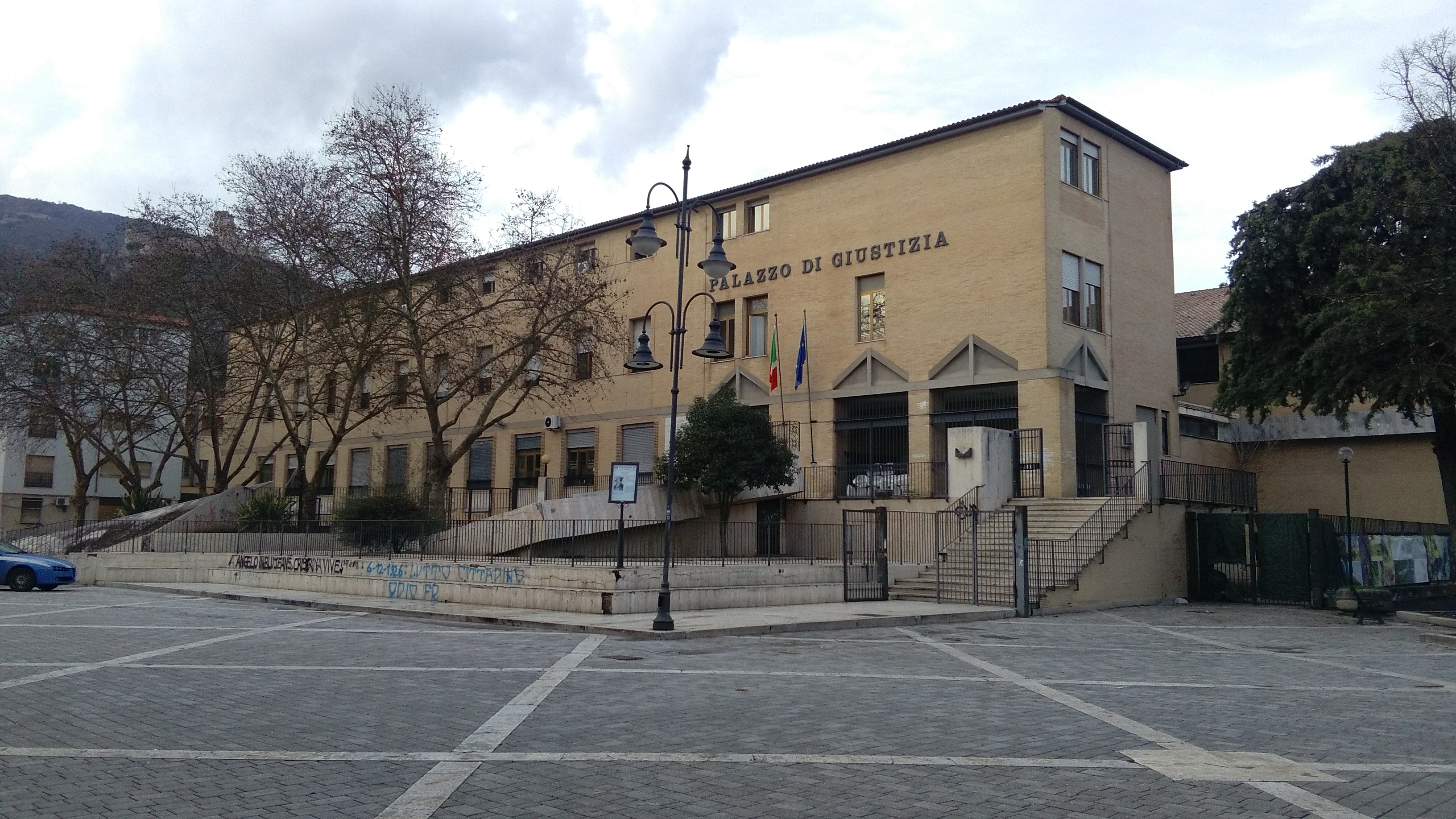
Palazzo di giustizia di Cassino (FR)

## Tribunale di Cassino

### Giudice di pace di Cassino
Acquafondata, Aquino, Arce, Atina, Ausonia, Belmonte Castello, Casalattico, Casalvieri, Cassino, Castelforte, Castelnuovo Parano, Castrocielo, Cervaro, Colfelice, Colle San Magno, Coreno Ausonio, Esperia, Fontana Liri, Gallinaro, Galluccio, Mignano Monte Lungo, Minturno, Pastena, Picinisco, Pico, Piedimonte San Germano, Pignataro Interamna, Pontecorvo, Presenzano, Rocca d'Arce, Rocca d'Evandro, Roccasecca, San Biagio Saracinisco, San Donato Val di Comino, San Giorgio a Liri, San Giovanni Incarico, San Pietro Infine, San Vittore del Lazio, Sant'Ambrogio sul Garigliano, Sant'Andrea del Garigliano, Sant'Apollinare, Sant'Elia Fiumerapido, Santi Cosma e Damiano, Santopadre, Settefrati, Spigno Saturnia, Terelle, Vallemaio, Vallerotonda, Villa Latina, Villa Santa Lucia, Viticuso

### Giudice di pace di Gaeta
Formia, Gaeta, Itri, Ponza, Ventotene

### Giudice di pace di Sora
Alvito, Arpino, Broccostella, Campoli Appennino, Castelliri, Fontechiari, Isola del Liri, Pescosolido, Posta Fibreno, Sora, Vicalvi

## Tribunale di Civitavecchia

### Giudice di pace di Civitavecchia
Allumiere, Anguillara Sabazia, Bracciano, Canale Monterano, Cerveteri, Civitavecchia, Fiumicino, Ladispoli, Manziana, Montalto di Castro, Santa Marinella, Tarquinia, Tolfa, Trevignano Romano

## Tribunale di Frosinone

### Giudice di pace di Ferentino
Anagni, Ferentino, Morolo, Paliano, Piglio, Serrone

### Giudice di pace di Frosinone
Acuto, Alatri, Amaseno, Arnara, Boville Ernica, Castro dei Volsci, Ceccano, Ceprano, Collepardo, Falvaterra, Filettino, Fiuggi, Frosinone, Fumone, Giuliano di Roma, Guarcino, Monte San Giovanni Campano, Patrica, Pofi, Ripi, Sgurgola, Strangolagalli, Supino, Torre Cajetani, Torrice, Trevi nel Lazio, Trivigliano, Vallecorsa, Veroli, Vico nel Lazio, Villa Santo Stefano

## Tribunale di Latina

### Giudice di pace di Fondi
Campodimele, Fondi, Lenola, Monte San Biagio, Sperlonga

### Giudice di pace di Latina
Aprilia, Bassiano, Cisterna di Latina, Cori, Latina, Maenza, Norma, Pontinia, Priverno, Prossedi, Rocca Massima, Roccagorga, Roccasecca dei Volsci, Sabaudia, Sermoneta, Sezze, Sonnino

### Giudice di pace di Terracina

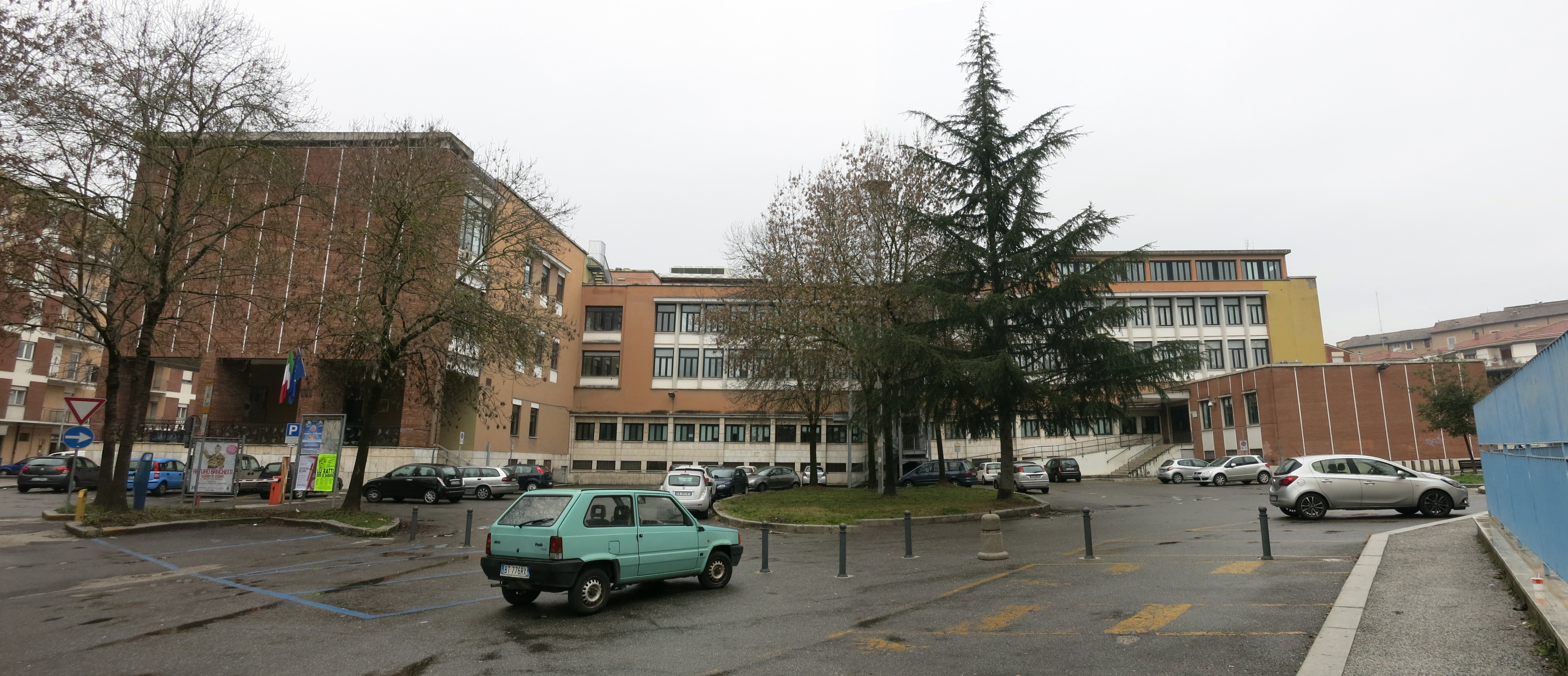
Palazzo di giustizia di Rieti

San Felice Circeo, Terracina

## Tribunale di Rieti

### Giudice di pace di Poggio Mirteto
Cantalupo in Sabina, Casperia, Castelnuovo di Farfa, Collevecchio, Configni, Cottanello, Fara in Sabina, Fiano Romano, Filacciano, Forano, Frasso Sabino, Magliano Sabina, Mompeo, Montasola, Montebuono, Montopoli di Sabina, Nazzano, Poggio Catino, Poggio Mirteto, Poggio Nativo, Ponzano Romano, Roccantica, Salisano, Scandriglia, Selci, Stimigliano, Tarano, Toffia, Torri in Sabina, Torrita Tiberina, Vacone

### Giudice di pace di Rieti
Accumoli, Amatrice, Antrodoco, Ascrea, Belmonte in Sabina, Borbona, Borgo Velino, Borgorose, Cantalice, Casaprota, Castel di Tora, Castel Sant'Angelo, Cittaducale, Cittareale, Collalto Sabino, Colle di Tora, Collegiove, Colli sul Velino, Concerviano, Contigliano, Fiamignano, Greccio, Labro, Leonessa, Longone Sabino, Marcetelli, Micigliano, Monte San Giovanni in Sabina, Monteleone Sabino, Montenero Sabino, Morro Reatino, Orvinio, Paganico Sabino, Pescorocchiano, Petrella Salto, Poggio Bustone, Poggio Moiano, Poggio San Lorenzo, Posta, Pozzaglia Sabina, Rieti, Rivodutri, Rocca Sinibalda, Torricella in Sabina, Varco Sabino

## Tribunale di Roma

### Giudice di pace di Ostia
Roma (Municipio Roma X) 

### Giudice di pace di Roma
Roma (escluso Municipio Roma X)

## Tribunale di Tivoli

### Giudice di pace di Subiaco
Affile, Agosta, Anticoli Corrado, Arcinazzo Romano, Arsoli, Camerata Nuova, Canterano, Cerreto Laziale, Cervara di Roma, Cineto Romano, Gerano, Jenne, Mandela, Marano Equo, Nespolo, Riofreddo, Rocca Canterano, Rocca Santo Stefano, Roviano, Subiaco, Turania, Vallepietra, Vallinfreda, Vivaro Romano

### Giudice di pace di Tivoli
Bellegra, Campagnano di Roma, Capena, Capranica Prenestina, Casape, Castel Madama, Castel San Pietro Romano, Castelnuovo di Porto, Cave, Ciciliano, Civitella San Paolo, Fonte Nuova, Formello, Gallicano nel Lazio, Genazzano, Guidonia Montecelio, Licenza, Magliano Romano, Marcellina, Mazzano Romano, Mentana, Monteflavio, Montelibretti, Monterotondo, Montorio Romano, Moricone, Morlupo, Nerola, Olevano Romano, Palestrina, Palombara Sabina, Percile, Pisoniano, Poli, Riano, Rignano Flaminio, Rocca di Cave, Roccagiovine, Roiate, Sacrofano, Sambuci, San Cesareo, San Gregorio da Sassola, San Polo dei Cavalieri, San Vito Romano, Sant'Angelo Romano, Sant'Oreste, Saracinesco, Tivoli, Vicovaro, Zagarolo

## Tribunale di Velletri

### Giudice di pace di Segni
Artena, Carpineto Romano, Colleferro, Gavignano, Gorga, Montelanico, Segni, Valmontone

### Giudice di pace di Velletri
Albano Laziale, Anzio, Ardea, Ariccia, Castel Gandolfo, Ciampino, Colonna, Frascati, Genzano di Roma, Grottaferrata, Labico, Lanuvio, Lariano, Marino, Monte Compatri, Monte Porzio Catone, Nemi, Nettuno, Pomezia, Rocca di Papa, Rocca Priora, Velletri

## Tribunale di Viterbo

### Giudice di pace di Viterbo
Acquapendente, Arlena di Castro, Bagnoregio, Barbarano Romano, Bassano in Teverina, Bassano Romano, Blera, Bolsena,  Bomarzo, Calcata, Canepina, Canino, Capodimonte, Capranica, Caprarola, Carbognano,  Castel Sant'Elia, Castiglione in Teverina, Celleno, Cellere, Civita Castellana, Civitella d'Agliano, Corchiano, Fabrica di Roma, Faleria, Farnese, Gallese, Gradoli, Graffignano, Grotte di Castro, Ischia di Castro, Latera, Lubriano, Marta, Montefiascone, Monte Romano, Monterosi, Nepi, Onano, Oriolo Romano, Orte, Piansano, Proceno, Ronciglione, San Lorenzo Nuovo, Soriano nel Cimino, Sutri, Tessennano, Tuscania, Valentano, Vasanello, Vejano, Vetralla, Vignanello, Villa San Giovanni in Tuscia, Viterbo, Vitorchiano

## Altri organi giurisdizionali competenti per i comuni del distretto

### Sezioni specializzate
- Corti d’assise di Cassino, Frosinone, Latina, Roma e Viterbo
- Corte d'assise d'appello di Roma
- Sezioni specializzate in materia di impresa presso il Tribunale e la Corte d'appello di Roma
- Tribunale regionale delle acque pubbliche di Roma
- Sezione specializzata in materia di immigrazione, protezione internazionale e libera circolazione dei cittadini dell'Unione europea presso il Tribunale di Roma

### Giustizia minorile
- Tribunale per i minorenni di Roma
- Corte d'appello di Roma, sezione per i minorenni

### Sorveglianza
- Ufficio di sorveglianza: Frosinone, Roma e Viterbo
- Tribunale di sorveglianza: Roma

### Giustizia tributaria
- Commissione tributaria provinciale (CTP): Frosinone, Latina, Rieti, Roma e Viterbo
- Commissione tributaria regionale (CTR) Lazio, sede di Roma e sezione staccata di Latina

### Giustizia militare
- Tribunale militare di Roma
- Corte d’appello militare di Roma

### Giustizia contabile
- Corte dei conti: Sezione Giurisdizionale, Sezione regionale di controllo, Procura regionale presso la sezione giurisdizionale (Roma)[3]

### Giustizia amministrativa
- Tribunale Amministrativo Regionale per il Lazio (Roma)[4] e sezione staccata di Latina[5]

### Usi civici
- Commissariato per la liquidazione degli usi civici di Lazio, Toscana e Umbria, con sede a Roma